# Ernst Joseph Cohn
Ernst Joseph Cohn (* 7. August 1904 in Breslau; † 1. Januar 1976 in London) war ein britisch-deutscher Rechtsanwalt und Jurist. Er war ein engagierter Reformjude, der in der britischen Sektion tätig war. Zu Cohns Publikationen gehören 14 Monographien, mitverfasste und mitherausgegebene Werke und mehr als 180 Artikel. The Manual of German Law ist sein bekanntestes Werk. Von den beiden Ausgaben sponserte das britische Auswärtige Amt die erste. Der erste Band des Werkes erschien im Jahr 1950; ein zweiter Band wurde im Jahr 1952 veröffentlicht.

## Leben
Cohn wurde als Sohn jüdischer Eltern, Max Cohn und Charlotte Ruß, geboren. Sein Vater war Kaufmann und in der Deutschen Demokratischen Partei aktiv. Nach seiner Reifeprüfung am Johannesgymnasium Breslau im Jahr 1922 studierte er Rechtswissenschaften an den Universitäten Leipzig, Breslau und Freiburg im Breisgau. 1925 legte er die Erste juristische Staatsprüfung ab und promovierte 1927 mit Summa cum laude bei Eberhard Friedrich Bruck über ein Thema zu den rechtlichen Effekten von Erklärungen eines Empfangs-Boten, 1929 folgte die Zweite Staatsprüfung.
Zwischen 1925 und 1929 war er Rechtsreferendar in Breslau, 1929 habilitierte er sich während seiner Tätigkeit als Gerichts-Assessor in Breslau extern an der Frankfurter Universität wiederum bei Brück, der nach Frankfurt berufen worden war, und war dann dort als Privatdozent lehrend. Ab dem Wintersemester 1930/31 war er für zwei Semester Professor (Lehrstuhlvertreter) an der Universität Kiel, 1932 wurde er Professor in Breslau. Dort war er mit massiven antisemitischen Protesten nationalsozialistischer Studierender konfrontiert, die bis zu physischen Gewalttätigkeiten gingen. 1933 wurde er als Jude vermittels des Gesetzes zur Wiederherstellung des Berufsbeamtentums zwangspensioniert. Aus diesem Grund emigrierte er noch im gleichen Jahr in die Schweiz und von dort 1937 nach Großbritannien, wo er ein Studium des britischen Rechts begann. Zwischen 1937 und 1939 war er Barrister und Dozent in London und Professor am King’s College London, bevor er Soldat in der British Army wurde. Nach Ende des Zweiten Weltkriegs war Cohn an verschiedenen Universitäten Professor und ging auch im Ausland Gastprofessuren nach. Am 17. Oktober 1957 gelang es der Fakultät, Cohn durch Ernennung zum Honorarprofessor für „deutsches und englisches Privatrecht und Zivilrecht“ wieder an Frankfurt zu binden.
Cohn war Vorstandsmitglied des britischen Teils des Jüdischen Weltkongresses und des Leo Baeck College sowie Vorsitzender der Society for Jewish Studies. Die Universität zu Köln und die Universität London verliehen Cohn die Ehrendoktorwürde. Cohn war dreimal verheiratet und hatte einen Sohn, der an der University of Warwick europäische Geschichte lehrte.

## Doktorgrade

### Universität Breslau
Die Universität Breslau verlieh Cohn den Titel Dr. iur. im Jahre 1925, als er 21 Jahre alt war. Veröffentlichte er seine Doktorarbeit mit dem Titel Der Empfangsbote (1927). In seiner Studie analysierte Cohn Streitigkeiten aus Vertragsverhältnissen, in denen die Absichten der Parteien (Willenserklärungen) über Boten übermittelt wurden. Der Aufsatz Ernst J. Cohn (1904–1976), der in Jurists Uprooted: German-Speaking Emigré Lawyers in Twentieth Century Britain, gibt an, dass Cohns Doktorarbeit „vor allem zwei seiner Prüfer, den bekannten Professor für Strafrecht, beeindruckt hat.“ Das waren Professor Eberhardt Schmidt und Professor Eberhard Friederich Bruck.

### Universität Frankfurt
Die Goethe-Universität Frankfurt am Main verlieh Cohn den Abschluss Dr.habil. im Jahr 1931. Nach seiner Habilitation im Jahr 1929, veröffentlichte Cohn 1931 seine Habilitationsschrift mit dem Titel Das rechtsgeschäftliche Handeln für den, den es angeht in dogmatischer und rechtsvergleichender Sprache Darstellung. Die Studie von Cohn analysiert bestimmte Sachverhalte, in denen ein Vermittler einen Vertrag zwischen einem Dritten und einer Partei aushandelt, die aus irgendeinem Grund nicht namentlich genannt wird, aber zum Zeitpunkt der Erfüllung der vertraglichen Verpflichtungen bekannt gegeben wird. Heinrich Lange prüfte 1932 Cohns Studie. Nach dem Lehrauftrag an den Rechtsfakultäten Kiel und Frankfurt erhielt Cohn eine unbefristete Anstellung an der Juristischen Fakultät der Universität Breslau.

### University College London
In Großbritannien promovierte Cohn zum Dr. aus dem University College London im Jahr 1945 auf der Grundlage seiner Dissertation mit dem Titel Vergleichende Rechtsprechung und Rechtsreform; Diese Arbeit ist in katalogisiert EThOS mit EThOS_ID als uin = uk.bl.ethos.788055 uk.bl.ethos.788055.

## Auszeichnungen
Im Jahr 1957 wurde Cohn in Frankfurt zum Honorarprofessor ernannt und hielt in jedem der beiden Semester vier Vorlesungen zum englischen Recht. Cohn erhielt 1964 einen Ehrendoktor sowohl von der Universität Köln als auch von der Universität Frankfurt. Das King’s College London ernannte Cohn 1967 zum Gastprofessor für europäisches Recht. Cohn erhielt den Rang eines Offiziers des Ordens des britischen Empire „für Verdienste um das englische Recht“.
Cohns Kollegen veröffentlichten 1975 die Festschrift Liber Amicorum Ernst J. Cohn: Festschrift für Ernst J. Cohn zum 70. Geburtstag kurz vor seinem Tod.

## Schriften

### Manual of German Law
Cohn war hauptsächlich für zwei Ausgaben des Handbuchs des deutschen Rechts verantwortlich. Der erste und der zweite Band erschienen 1950 und 1952, eine zweite Ausgabe erschien ebenfalls (in zwei Bänden) in den Jahren 1968 und 1971. Der Zusatztitel „Handbuch des Auswärtigen Amtes des deutschen Rechts“ spiegelte das Sponsoring British Foreign Office.
Cohn hatte zuvor für SHAEF gearbeitet. In dieser Organisation wurde Cohn mit der Planung einer zukünftigen militärischen Besetzung Deutschlands beauftragt. Das Auswärtige Amt forderte Cohn daraufhin auf, einen Entwurf des deutschen Rechts für die Besatzungsmacht zu verfassen. Diese Einheit wurde bekannt als The Control Commission for Germany (British Element, CCG/BE). The National Archives, Kew Gardens führen die Aufzeichnungen dieser Organisation.
Der erste Band der Ausgabe von 1950 (herausgegeben von His Majesty’s Stationery Office) listet den Inhalt als „I: Allgemeine Einführung; Zivil- und Handelsrecht“ und „II. Internationales Privatrecht; Zivilprozess; Strafrecht; Strafverfahren“. Cohn und Martin Wolff (Martin Wolff) werden mit der Urheberschaft dieses Bandes gutgeschrieben. Der zweite Band (ebenfalls von HMSO im Jahr 1952 veröffentlicht) geht an Cohn, G. Meyer und K. Neumann. Das British Institute of International and Comparative Law hat die zweite Ausgabe veröffentlicht. Die beiden Bände erschienen in den Jahren 1968 und 1971. Der erste Band dieser Ausgabe befasste sich mit der „Allgemeinen Einführung [und] Zivilrecht“, und diese „Zweite vollständig überarbeitete Ausgabe“ wurde Cohn mit Unterstützung von W. Zdzieblo aus München verliehen. Im zweiten Band, der sich mit den Themen „Handelsrecht, Zivilprozessrecht, Kollisionsrecht, Insolvenzrecht, Staatsangehörigkeitsrecht und ostdeutsches Familienrecht“ befasste. Cohn wurde als Herausgeber benannt. Drei Autoren wurden (entlang Cohn) gutgeschrieben; diese waren O.C. Giles, M. Bohhdork und J. Tomass. In der von Ronald Graveson verfassten Würdigung der Arbeit von Cohn wird Cohn als „anerkannter Experte für deutsches Recht“ und als „ständiger und furchtloser Verfechter der majestätischen und historischen Prinzipien des Bürgerlichen Gesetzbuchs“ dargestellt.

### Ausgewählte Bibliographie
Cohn hat die folgenden Werke verfasst, mitverfasst oder mitherausgegeben.
- Reform des Interventionsprozesses: Ein Beitrag zur Neugestaltung des Zivilprozessrechts (Prozessrechtliche Abhandlungen), Berlin: Springer Verlag, 1931. ISBN 978-3-642-98741-0.
- Zur Lehre vom Wesen der abstrakten Geschäfte (Neue Folge, 15. Bd., 1. Heft. Sonderdruck Archiv für die civilistische Praxis), Tübingen: J.C.B. Mohr, 1931.
- Legal Aid for the Poor, Mitverfasser Robert Egerton, London: Stevens, 1947.
- Das Reich des Anwalts: Anwaltsberuf und Anwaltsstand in England, Heidelberg: Süddeutsche Zeitung Verlag, 1949.
- Manual of German Law, London: His Majesty’s Stationery Office, 1950 [vol 1], 1952 [vol 2].  Die Mitautoren Cohns sind oben genannt.
- Deutsches Vermögen in Groẞbritannien/German Enemy Property: Eine Gesamtübersicht (Studiengesellschaft für privatrechtlichen Auslandsinteressen e. V. Sonderdruck; translator Gisela Raspe), Düsseldorf: Econ-Verlag, 1951.
- Der englische Gerichtstag, Köln: Westdeutscher Verlag, 1956.
- Die angrenzenden Rechte im englischen Recht(Internationale Gesellschaft für Urheberrecht E.V., Bd. 28), Berlin: F. Vahlen Verlag, 1963.
- Beweisaufnahme im Wege der zivilprozessualen Rechtshilfe durch das englische Gericht(Zeitschrift für Zivilprozess; ZZP 80. Band, Heft 3/4), Köln: C. Heymanns, 1967.
- The Uniform Laws on International Sales Act 1967: A Commentary, Mitverfassern Ronald Harry Graveson under Diana Graveson, London: Butterworth’s, 1968.
- Manual of German Law, London: Institute of International and Comparative Law, 1968 [vol 1], 1971 [vol 2]. Laut WorldCat enthält die Arbeit: „Teile eines ehemaligen ed. die 1950 für das Auswärtige Amt veröffentlicht wurde“. Cohns Mitautoren für diese zweite Ausgabe sind oben genannt.
- English arbitration law seen through European eyes, London: Institute of Arbitrators, 1972.
- Handbook of Institutional Arbitration in International Trade: Facts, Figures and Rules , Mitherausgeber Martin Domke & Frédéric Eisemann, Amsterdam: Kluwer Law International, 1977.

## Einfluss
In der Entscheidung BGHZ 96, 313 aus dem Jahr 1985, welche eine deutsche Kollisionsnorm betraf, stützte sich der Bundesgerichtshof auf die rechtliche Analyse von Cohn. Graveson, Cohn und Graveson hatten zuvor diese Probleme festgestellt, in ihrer Studie „The Uniform Laws on International Sales Act 1967: Ein Kommentar“. Ein europäisches Unternehmen, das Geschäfte mit einem Unternehmen in Großbritannien tätigt, hat keine ausdrückliche Bestimmung zur Rechtswahl in seine Vertragsdokumente aufgenommen. In seinem 1975 in der Juristenzeitung veröffentlichten Artikel hatte sich Cohn gegen die gerichtliche Rekonstruktion des „hypothetischen“ Willens der Parteien ausgesprochen. Stattdessen sollten die gesetzlichen Rechte und Pflichten der Parteien durch die „Umstände des Falles ein gegenteiliger – realer – Wille der Parteien / die Umstände, unter denen sich die Parteien befanden, als eine Frage der wirtschaftlichen Realität“ geregelt werden. Die Aussagekraft von Cohns Analyse wird auch in der Diskussion (der BGH-Fälle von 1985) von Jan Heilmann in „Mängelwährleistung im UN-Kaufrecht“ (Schriften zum Internationalen Recht, Band 67), Berlin, bestätigt: Duncker und Humblot, 1994, S. 60. „Dies war der Fall, wenn der Verkäufer die vertragliche Nebenpflicht hat, bei der Ausfuhr der Ware mitzuwirken“.

## Familien- und Privatleben

### Ehen und Kinder
Cohn heiratete Marianne Rosenbaum (1914–2009), die 1933 aus Breslau nach London auswanderte. Aus dieser Ehe ging der 1936 geborene Henry Cohn hervor, der Reader am Department of History an der University of Warwick wurde. Nachdem seine Ehe mit Marianne Rosenbaum geschieden war, heiratete Cohn 1950 Helen Haag. Sie starb 1967. Cohn stand Helens erwachsenen Kindern Harold, Fred und Liese (Lee) sehr nahe. Im Jahr 1972 heiratete er Rita Edler (geb. Jaffé), die ihn überlebte.

### Unterstützung des Zionismus
Während seiner gesamten Zeit in England war Cohn nationalen und internationalen jüdischen Institutionen tätig. Er wurde 1936 Gründungsmitglied des World Jewish Congress. Cohn wurde bald einer der beiden stellvertretenden Ehrensekretäre und 1955 einer der beiden stellvertretenden Vorsitzenden.

### Führungsrolle in der Synagoge
Cohn war langjähriges Mitglied der Northwestern Reform Synagogue. Cohn diente als Präsident der Gemeinde.